# Christian Löffler
Christian Löffler (Greifswald, ...) è un musicista tedesco. 
È co-fondatore dell'etichetta indipendente Ki Records.

## Biografia
Löffler è iscritto al dipartimento di arti visive dell'Università di Greifswald dal 2006 e vive vicino a Rostock dal 2011. La sua passione per l'arte lo spinge a disegnare lui stesso la maggior parte delle copertine dei suoi dischi e dei video musicali.
Nel suo primo album "A Forest", lavora con il cantante danese Gry Bagøien (e la cantante tedesca Mona "Mohna" Steinwidder. Sulla canzone "Swift Code" lavora con lo scrittore Marcus Roloff. Questa collaborazione è nata da un'esecuzione congiunta del lavoro di Roloff "With a Leg in a Dream" al Lyriktage di Francoforte 2011.
La rivista musicale Intro ha scritto del suo primo album "A Forest riporta il vecchio legame tra grancassa e foglie fruscianti con uno stile privo di pretese".

## Discografia (LP)
- 2012: A Forest (KI Records)
- 2016: Mare (Ki Records)
- 2017: Mare Reworks (Ki Records)
- 2019: Graal (Prologue) (Ki Records)
- 2020: Lys (KI Records)
- 2021: Parallels: Shellac Reworks (Deutsche Grammophon)
- 2024: A Life (KI Records)